# Дез’Адрэ, Франсуа де Бомон
Франсуа́ де Бомо́н, баро́н дез’Адре́ (фр. François de Beaumont, baron des Adrets; 1506 — 2 февраля 1587) — французский военачальник эпохи Религиозных войн.

## Биография
Родился в 1512 или 1513 г. в замке Ла Фретт (деп. Изер, Дофине). В правление Генриха II командовал отрядами из Дофине, Лангедока и Прованса. Дослужился до звания полковника.
В 1562 г. присоединился к гугенотам, но не из-за религиозных убеждений, а из-за собственных амбиций и нелюбви к Гизам, став одним из видных протестантских полководцев времен первой религиозной войны. В январе 1563 г. после её окончания он перешёл в католичество и сдал герцогу Немуру все города, захваченные гугенотами в Дофине, а также города Рикмон и Пон-Сент-Эспри в Лангедоке. 
10 января 1563 г. он был арестован протестантскими офицерами и заключен в крепость г. Ним. Однако уже в марте того же года по Амбуазскому эдикту его освободили. Ни протестанты, ни католики ему уже не доверяли, и барон дез’Адре был вынужден удалиться в свой замок Ла Фретт. Брантом, написал, по этому поводу, что, изменив партии протестантов, барон утратил доверие населения, и констатировал, что «барон никогда не был достаточно хорош ни для католиков, ни для гугенотов». После проведённых переговоров, в 1567 году перешёл на сторону католиков. В связи с этим оправдывался, что он это сделал «из мести, и только после того, как с ним вновь расплатились чёрной неблагодарностью». После возобновления военных действий король, присвоив ему звание полковника, назначил его в пехотный полк, расквартированный в Дофине. Сражался при Жарнаке и при Монконтуре, принимал участие в осаде Сансера. После заключения очередного мира, учитывая состояние здоровья и преклонный возраст, вынужден был покинуть армию. 

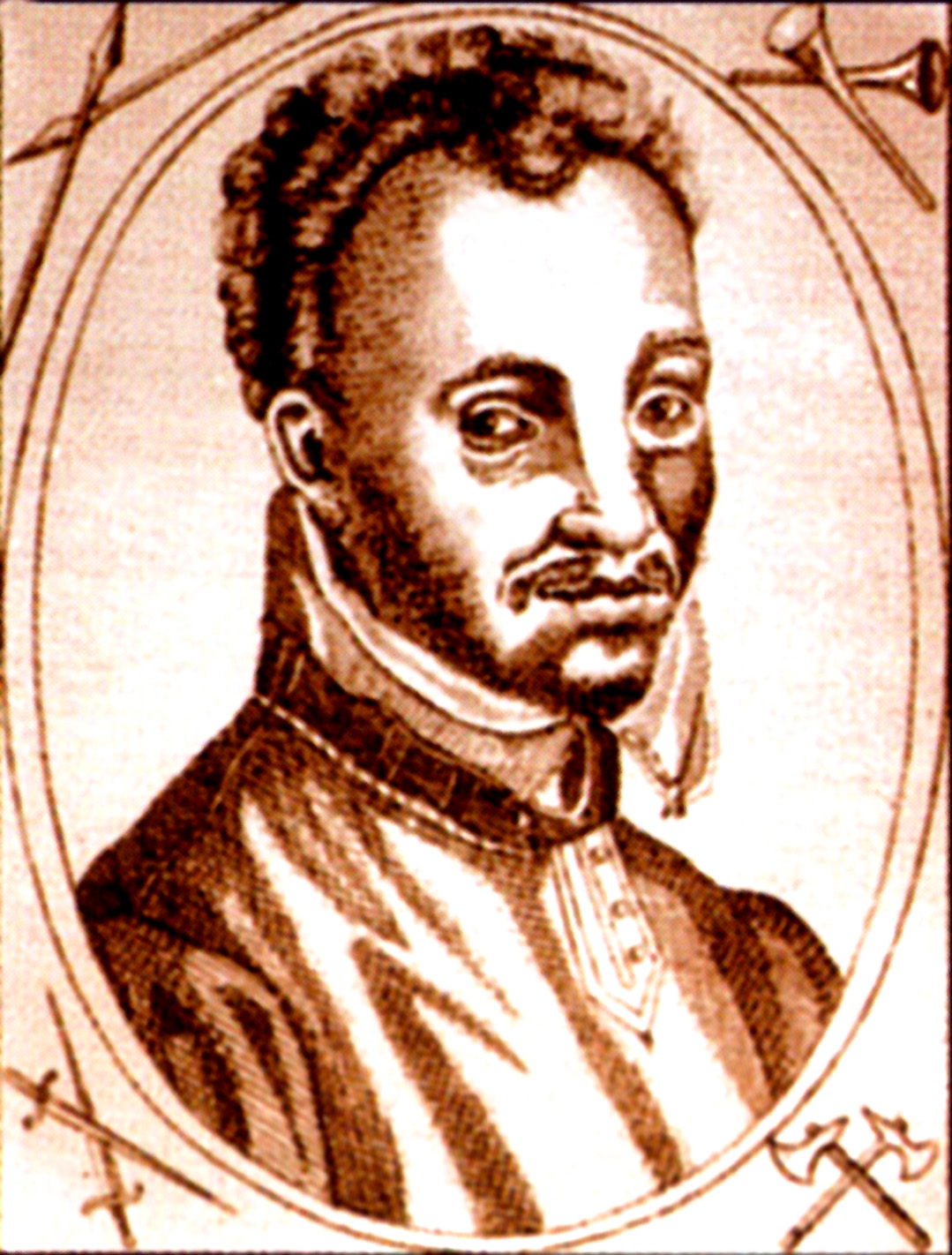
Франсуа де Бомон

Адрета часто сравнивали с Суллой (за цинизм и проявленную жестокость к соотечественникам в ходе гражданских войн), Аттилой, а некоторые называли его протестантским Нероном. Писатель XVI века Франсуа Бельфоре  (François de Belleforest) назвал барона «бичом Божьим, посланным в наказание людям, дабы покарать их». Брантом, писал, что за свою жестокость барон получил прозвище «Монлюка гугенотов», однако, по его словам, по мнению королевы-матери, «если бы барон сделал для короля» все то, что он сделал для гугенотов, «он стал бы маршалом Франции».